# Михајлов понор
Михајлов понор је археолошки локалитет на планини Мироч, испод врха Високи чукар (623 м.н.в). Састоји се од више веома дубоких вртача и поткапина, карактеристичних за овај карстни терен.
Сам локалитет, површине око 1ha, чини тридесетак равних кружних камених конструкција у којима је похрањено више керамичких и металних предмета у виду заветних дарова. Унутар једне, откривена је и нагорела мандибула одраслог мушкарца. Налази унутар ових објеката датују од касног бронзаног доба (Жуто брдо—Гирла Маре) до млађе фазе старијег гвозденог доба (група Фериђиле); могу се приписати Трибалима.